# Schottensee
Der Schottensee ist ein Bergsee im Schweizer Kanton St. Gallen. Er liegt nördlich des Gipfels des Pizol auf 2335 m ü. M. Der Wildsee liegt wenig oberhalb, die Seen sind aber nicht oberirdisch verbunden. 
Sein Abfluss speist den Gafarrabach, ein rechter Nebenfluss der Seez. Dessen Wasser wird zum Teil aber gefasst und in den Gigerwaldsee südlich des Pizols geleitet, so dass es in den Alpenrhein fliesst.

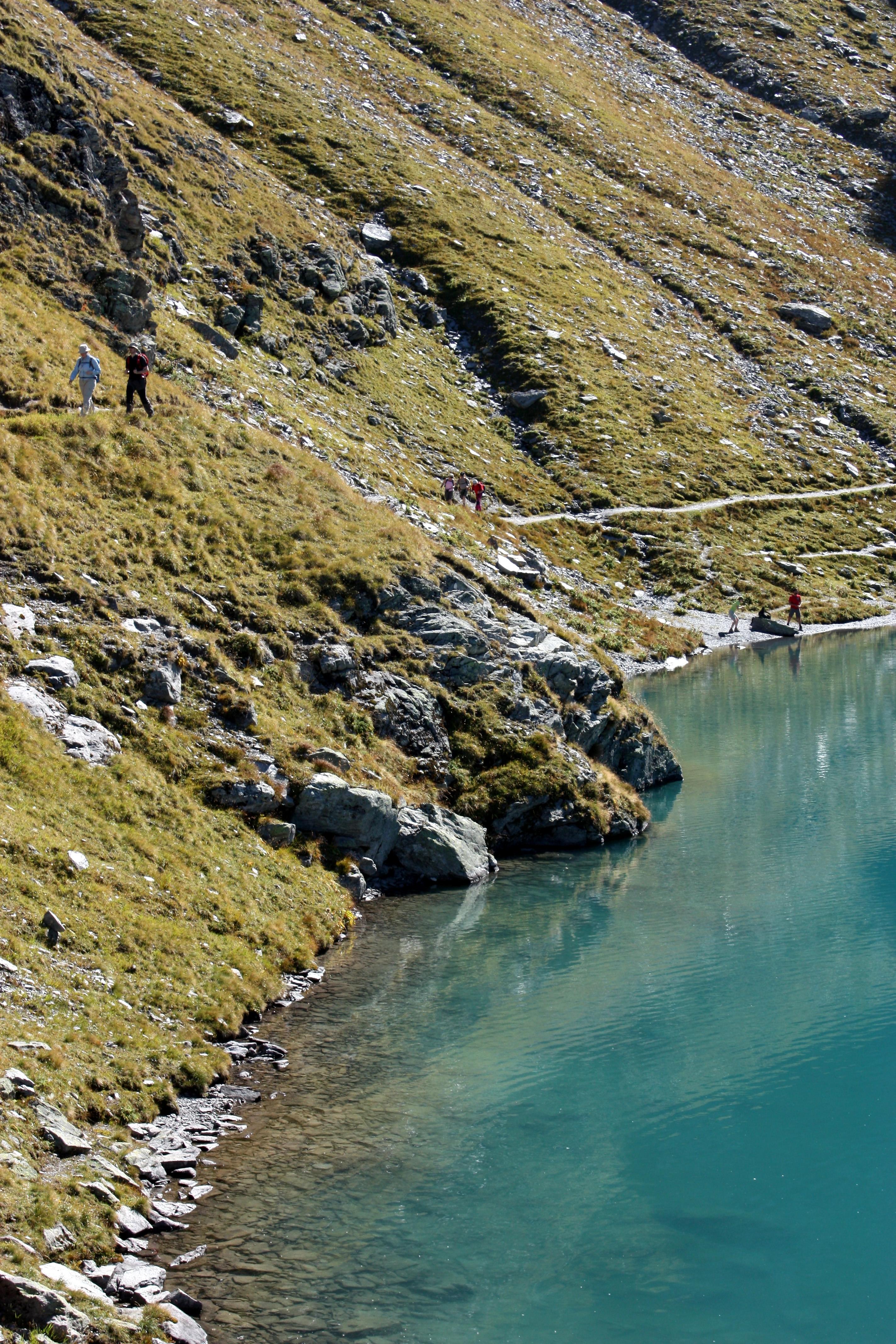
Wanderer am Seeufer

Die 5-Seen-Wanderung führt an ihm vorbei.